# IRAS 20068+4051
IRAS 20068+4051 ist ein prä-planetarischer Nebel im Sternbild Schwan, der im Rahmen einer Himmelsdurchmusterung mit dem Infrared Astronomical Satellite entdeckt und später mit dem Hubble-Weltraumteleskop weiter untersucht wurde.